# 趁火打劫
趁火打劫（ちんかだこう）は、三十六計の第五計。「火に趁（つけこ）んで劫（おしこみ）を打（はたら）く」

## 本文
敵之害大、就勢取利、剛決柔也
敵の被害が大きいときは、勢いに就いて利益を取る。これは剛決柔、すなわち澤天夬である。
※澤天夬は上は澤、下は天の卦。澤から水が天に注ぐ。洪水、上下逆転し革新される様。

## 按語・事例
敵の被害や混乱に乗じる、いわゆる火事場泥棒の計略。敵の国内に害があればその土地を奪い、国外に害（外患）があればその民を奪い、内外に害があれば国ごと奪え、と言う。謀って「火事」を自作自演で引き起こすことも含む。
春秋期、越王は、呉が凶作の年に、呉王が北方の黄池で諸侯会議に出席している留守を狙って呉を攻撃して大勝した、とされる。
戦国期、斉が、韓と同盟して燕を攻めようとしたが、趙と楚が妨害した。その時、秦と魏が韓を攻めた。斉王は韓に援軍を出そうとしたが、臣下の田忌が、趙や楚が韓を助けるので放置しておくよう諌めた。果たして、趙や楚は韓に援軍を出し、秦、魏、趙、楚、韓の間で戦争になった。その間に斉は一国単独で燕を攻めたが、他国の妨害がないので30日で攻略に成功した、とされる。